# Швидкісний трамвай на Борщагівці
Правобережна лінія Київського швидкісного трамвая — лінія Київського швидкісного трамваю, розташована у правобережній частині Києва. Лінією проходять трамвайні маршрути № 1, № 2 і № 3.

## Історія

### Спорудження
У середині 1960-х років у Києві почалося активне будівництво житлового масиву Борщагівка, внаслідок чого виникла потреба в організації маршруту міського транспорту до центру міста з провізною здатністю близько 16-17 тисяч пасажирів в годину в одному напрямі. Розглядалися два варіанти рішення цієї задачі : поєднаний трамвайно-автобусний маршрут і інноваційна пропозиція Володимира Веклича - тролейбусні поїзди з трьох машин, працюючих за його системою (рішення екологічне і менш шумне).
На початок 1970-х через розширення географії будівництва до нового маршруту були підвищені вимоги по провізній здатності до 25 000 осіб в годину в одному напрямі. Рентабельного рішення для організації маршруту з такою провізною здатністю в СРСР у той час не існувало (для будівництва метро потрібні 40 тис. чол./годину).
Ідея будівництва першої в СРСР лінії швидкісного трамвая виникла після участі представників від України Володимира Веклича і Василя Дьяконова у 37-му конгресі Міжнародного союзу громадського транспорту, який проходив у Барселоні (Іспанія) в травні 1967 року. Під час поїздки вони ознайомилися з перевагами швидкісного трамвая і, повернувшись додому, в звіті про відрядження рекомендували побудувати таку лінію в Києві.
Їх рекомендації були розглянуті і підтримані на колегії МЖКГ УССР та реалізовані в постанові Ради Міністрів СРСР № 538 від 13 липня 1970 року. Особливо корисним стало їх четверте спільне відрядження в грудні 1970 року у Брюссель, де вони ознайомилися з досвідом експлуатації однієї з найсучасніших на той час лінії швидкісного трамвая, що було узагальнено у звітах та книзі. Незважаючи на активне запозичення зарубіжного досвіду, більшість застосованих технічних рішень розроблялися в Києві, оскільки не було навіть елементної бази для створення аналогів західної автоматики. Рішення про проведення таких робіт у НДКТІ МГ було прийняте на колегії міністерства житлово-комунального господарства УРСР у 1973 році. На цій же колегії Веклич В. П. був затверджений на посаді директора НИКТИ ГХ. Як керівник КТТУ, Василь Дьяконов займався загальним керівництвом проекту, а Володимир Веклич, як директор НИКТИ ГХ, керував його технічною частиною.
Проект лінії розроблений фахівцями «Київпроекта» під керівництвом Марії Савченко.

### Експлуатація

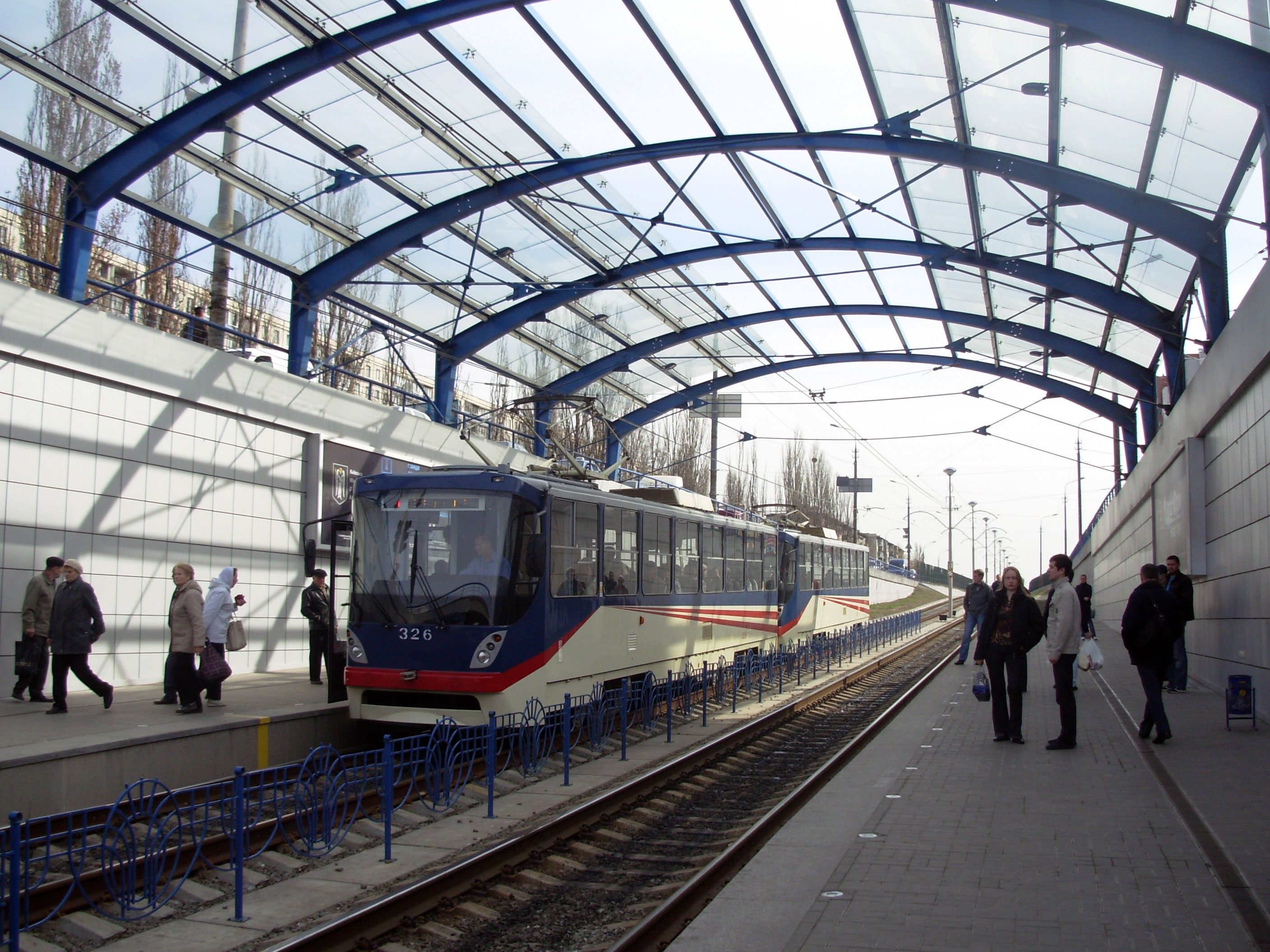
Станція «Гната Юри» після реконструкції. 2011 рік

Правобережна лінія Київського швидкісного трамвая стала найпершою лінією швидкісного трамваю в СРСР. Перша ділянка траси була введена в експлуатацію 1 лютого 1975 року, та працювала в не швидкісному режимі. Єдиним маршрутом став № 3, який їздив від Вокзалу до Редукторного заводу (8 км). 1 січня 1977 року було відкрито маршрут № 1 Палац Спорту — Вулиця Сім'ї Сосніних (26 км), а маршрут № 3 продовжено до Кільцевої дороги.
1 вересня 1977 року маршрут № 3 змінено: «Площа Перемоги» — «Кільцева дорога» (19 км). 
30 грудня 1978 року лінія запрацювала у швидкісному режимі.
28 грудня 1984 року маршрут № 1 продовжений до вулиці Булгакова (30 км). 

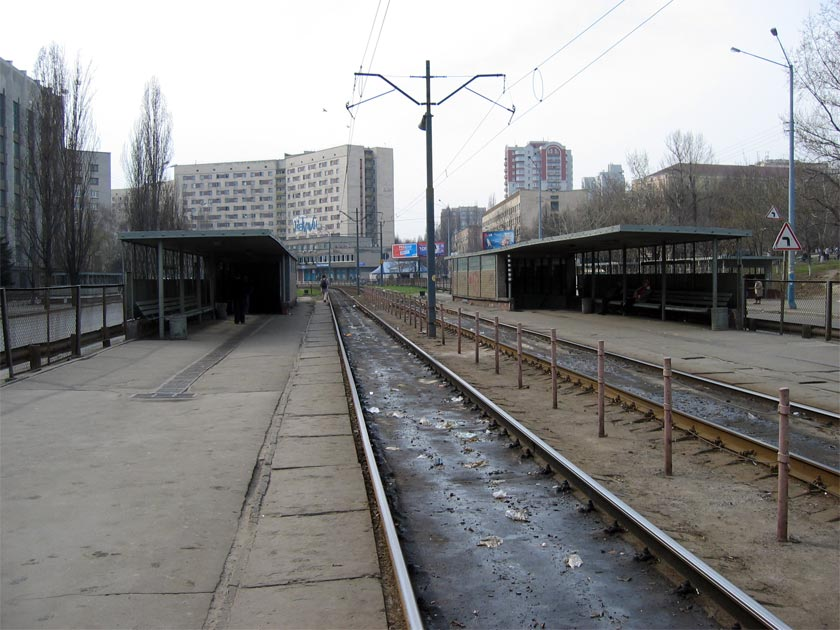
Станція «Польова» правобережної лінії до реконструкції

Наприкінці 1999 року влада міста планувала розпочати реконструкцію швидкісної лінії, однак ці плани не втілилися у життя.
1 червня 2001 року із закриттям пасажирського руху по вулиці Саксаганського і демонтажем трамвайного розворотного кільця біля Палацу Спорту трамвайний маршрут № 1 (Палац спорту — Вулиця Булгакова) був закритий, замість нього відкрився маршрут 1-к Вулиця Старовокзальна — Михайлівська Борщагівка. У 2005 році маршрут № 1-к перенумеровано у маршрут № 1. Колись існували плани продовження лінії швидкісного трамвая від площі Перемоги до залізничного вокзалу, в район Великої Васильківської вулиці, далі тунелем до бульвару Лесі Українки та Моста Патона з пересадкою на станції метро Вокзальна, Палац Україна, Печерська

### Реконструкція 2007 - 2011 років
9 червня 2007 року розпочалася реконструкція правобережної гілки швидкісного трамвая. Згідно з проектом планувалося реконструювати лінію за 30 місяців. На першому етапі було закрито ділянку «Гната Юри» — «Кільцева дорога», з 1 серпня 2007 року — ділянку «Вулиця Старовокзальна» — «Площа Перемоги». У цей час трамваї трамвайний маршрут № 1 був знову перенумерований у 1-к і скорочений до станції «Площа Перемоги», а маршрут № 3 був тимчасово закритий.
26 листопада 2007 року було завершено реконструкцію розворотного кільця на вулиці Старовокзальній, а 7 квітня 2008 року — на ділянці «Гната Юри» — «Кільцева дорога» і відновлено рух маршруту № 3.
8 квітня 2008 року закрито ділянку «Площа Перемоги» — «Повітрофлотська», а для розвороту трамваїв побудоване тимчасове кільце біля Центрального РАГСу. На цей час кінцевою зупинкою для маршрутів № 1-к і 3 була станція «Політехнічна». Розворотне кільце на станції «Площа Перемоги» демонтоване.
10 жовтня 2008 року була закрита ділянка «Політехнічна» — «Івана Лепсе», а рух трамвайних маршрутів № 1 і 3 був відновлений до Старовокзальної вулиці в об'їзд через Лук'янівку, для чого була побудована тимчасова з'єднувальна гілка біля станції «Івана Лепсе».
13 червня 2009 року у зв'язку із закриттям на реконструкцію ділянки «Івана Лепсе» — «Гната Юри» тимчасово повністю припинений рух трамвайних маршрутів № 1 і 3, а також роботу депо імені Шевченка.
Починаючи з осені 2009 року на 4-х станціях ділянки «Кільцева дорога» — «Івана Лепсе» будувалося накриття над пасажирськими платформами і вівся ремонт підземних переходів. Біля станції «Гната Юри» був побудований додатковий трамвайний поворот від Кільцевої дороги у напрямку депо.
Терміни закінчення реконструкції лінії постійно переносилися, і замість запланованого кінця 2009 року перша черга була відкрита 16 жовтня 2010 року. Вона включала шість станцій — «Кільцева дорога», «Ромена Роллана», «Гната Юри», «Сім'ї Сосніних», «Політехнічну» та «Старовокзальну».
23 жовтня 2010 року була відкрита станція «Індустріальна», 25 жовтня 2010 року були відкриті станції «Польова», «Національний авіаційний університет» і «Івана Лепсе», а 27 жовтня 2010 року була відкрита станція «Героїв Севастополя».
Після цього окрім двох існуючих маршрутів № 1 і № 3, відкрито також новий — № 2 з Кільцевої дороги на Михайлівську Борщагівку.

### Реконструкція 2016 рік— теперішній час
У 2016 році почалася реконструкція нешвидкісної частини трамвайної лінії від станції «Гната Юри» до «Михайлівської Борщагівки», яка передбачала забезпечення швидкісного руху по існуючій ділянці та будівництво нової трамвайної лінії від Михайлівської Борщагівки до кисневого заводу. Але у 2018 році від планів з переведення на швидкісний рух відмовились, а станції та лінія будуються згідно з нормативами звичайного режиму руху.
Станом на березень 2020 року реконструйовано близько 2,8 км (40 %) трамвайних колій та збудовано платформи на 2 зупинках (33 %); документація для будівництва нової ділянки не розроблена.
Унаслідок реконструкції в грудні 2021 року було закрито зупинку «Вулиця Григоровича-Барського».

### Перебої в роботі
У вересні 2016 року рух трамваїв знову було закрито на реконструкцію і відновлено лише 11 грудня 2017 року. Попри проведені ремонтні роботи у 2018-2019 роках рух Швидкісних трамваїв неодноразово припинявся через сходження трамваїв з рейок (напр. 12.06.201813.03.2019, 16.05.2019).
З 20 жовтня 2018 року станцію «Кільцева дорога» закрито. Рух трамваїв №2 і №3 було скасовано. Над самою станцією почалось будівництво торгового центру «Апрель».
З 22 червня 2019 року до 30 вересня 2019 року рух трамваїв №1 та №3 було призупинено через перший етап реконструкції Борщагівського шляхопроводу. Замість них курсували автобуси за маршрутом №3Т (Кільцева дорога - вул. Старовокзальна) та №4 (вул. Симиренка - вул. Старовокзальна). З 30 вересня маршрут №3 курсує до станції "Жуля Верна".

## Інфраструктура

### Станції

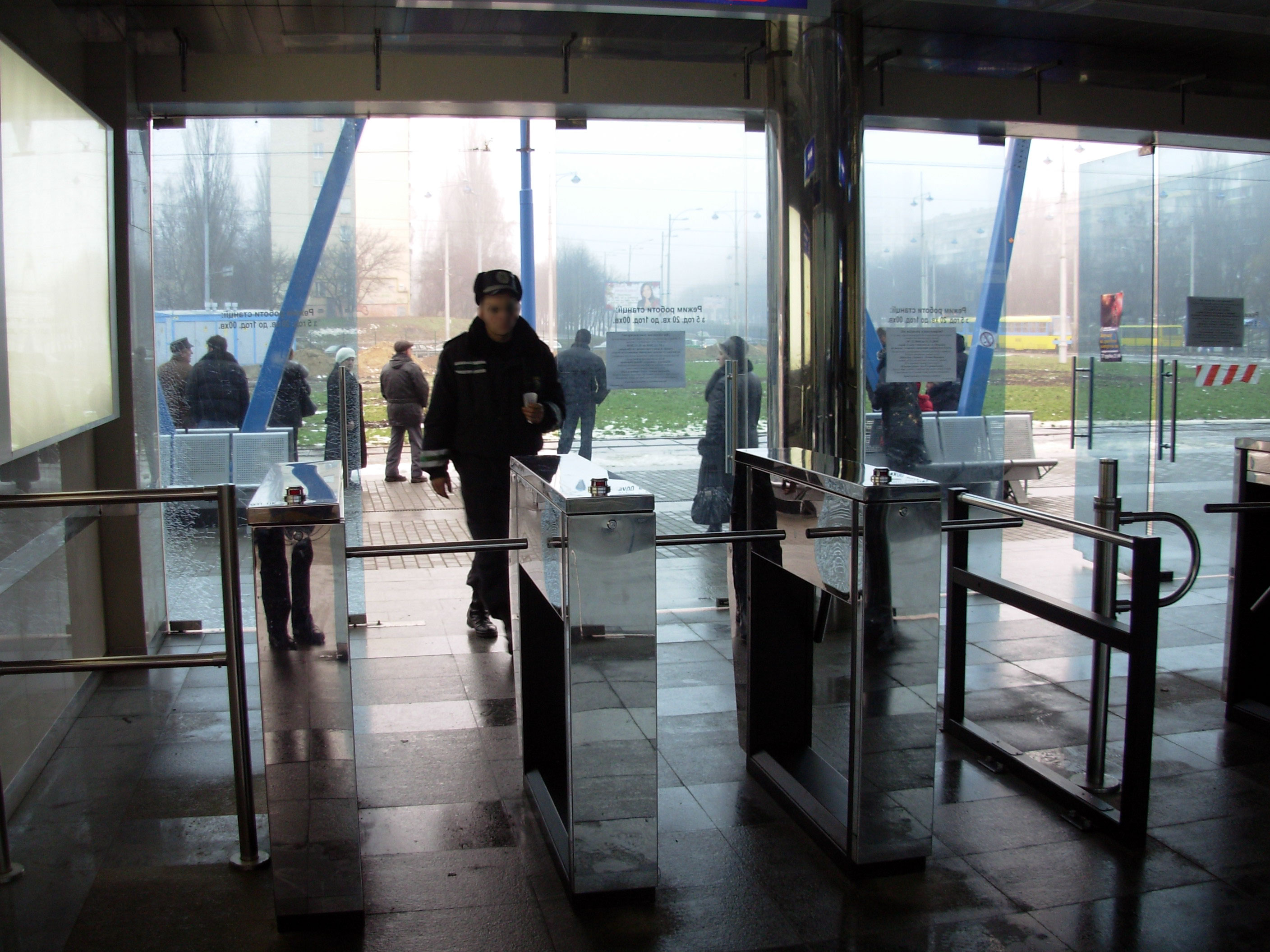
Турнікети для оплати проїзду на станції «»

Правобережна лінія Київського швидкісного трамвая налічує 11 станцій, одна з яких тимчасово закрита, та вісім станцій та зупинок на не швидкісних ділянках. Ще одна станція, "Повітрофлотська", була закрита у період реконструкції 2007-2011 років, та, станом на 2020 рік, не має проєкту відновлення. Лінія від станції «Кільцева дорога» до станції «Площа Перемоги» повністю відділена від проїжджої частини, що унеможливлює перешкоди на шляху вагонів. Лінія від кінцевої маршрутів №№ 1, 2 «Михайлівська Борщагівка» до станції «Гната Юри», та від станції «Площа Перемоги» до станції «Старовокзальна» є звичайними трамвайними лініями зі світлофорами та перехрестями.
Для оплати проїзду при проході на станції встановлені турнікети.

#### Перейменування
| Стара назва                | Нова назва                            | Рік  |
| -------------------------- | ------------------------------------- | ---- |
| «Площа Перемоги»           | «Площа Галицька»                      | 2023 |
| «Польова»                  | «Олекси Тихого»                       | 2020 |
| «Гарматна»                 | «Національний авіаційний університет» | 2003 |
| «Івана Лепсе»              | «Вацлава Гавела»                      | 2018 |
| «Сім'ї Сосніних»           | «Івана Дзюби»                         | 2023 |
| «Ромена Роллана»           | «Жуля Верна»                          | 2023 |
| «Вулиця Генерала Потапова» | «Вулиця Василя Доманицького»          | 2023 |
| «Бульвар Кольцова»         | «Бульвар Миколи Руденка»              | 2024 |
| «Вулиця Жолудєва»          | «Вулиця Олександра Махова»            | 2023 |
| «Вулиця Булгакова»         | «Вулиця Вахтанга Кікабідзе»           | 2024 |
| «Героїв Севастополя»       | «Академіка Шалімова»                  | 2024 |

Київський швидкісний трамвай правобережної лінії мав безліч змін у назвах станцій, чиї найменування пов'язані з країною агресоркою та радянським минулим:
- Станція «Площа Перемоги» у 2023 році змінила свою назву на «Площа Галицька». Таку назву площа мала ще у 1869 році, проте у 1952 році Галицька площа була перейменована тогочасною владою на честь «Перемоги у Великій Вітчизняній війні».
- Зупинку швидкісного трамвая «Польова» 16 березня 2020 року перейменовано на станцію «Олекси Тихого». Вулиця Виборзька, де розташована станція трамвая, з 2019 року також має назву «Олекси Тихого». Олекса Тихий — відомий політв'язень, правозахисник, співзасновник Української Гельсінської спілки.
- Станція «Героїв Севастополя» у 2024 році отримала назву «Академіка Шалімова» на честь видатного українського хірурга. Поряд із зупинкою розташований Національний науковий центр хірургії та трансплантології імені О. О. Шалімова. Стара назва вулиці та станції — на честь сорокаріччя радянської армії та флоту.
- Станцію швидкісного трамвая «Івана Лепсе», названу на честь радянського партійного і профспілкового діяча, у 2018 році перейменували на честь першого президента Чехії, критика комуністичного режиму «Вацлава Гавела».
- Зупинка «Сім'ї Сосніних», назва якої пов'язана з російською федерацією та/або її союзниками (сателітами), у 2022 році отримала назву «Івана Дзюби» на честь українського літературознавця, літературного критика, громадського діяча.
- Станція «Ромена Роллана», на честь європейського письменника, що замовчував політику геноциду (Голодомору) СРСР, у 2022 змінила назву на «Жуля Верна», видатного французького письменника, автора пригодницьких романів.
- Зупинка «Вулиця Генерала Потапова» у 2022 році перейменована на «Вулиця Василя Доманицького» на честь редактора першого повного «Кобзаря» Тараса Шевченка.
- Станція «Бульвар Кольцова», що носила ім'я російського письменника, отримала нову назву — «Бульвар Миколи Руденка». Перейменування відбулося у 2024 році на честь українського письменника, засновника Української Гельсінської Групи.
- Зупинка швидкісного трамвая «Вулиця Жолудєва» (ім'я радянського військового діяча) отримала нову назву — на честь військового, воєнкора «Вулиця Олександра Махова». 2023 року цю станцію перейменували на честь загиблого воїна.
- Станція «Вулиця Булгакова» була названа на честь російського письменника та у 2024 перейменована на «Вулиця Вахтанга Кікабідзе». Вахтанг Кікабідзе — грузинський актор, естрадний співак, композитор, політик. У такий спосіб вшанували пам'ять великого друга України.

### Депо
Лінію обслуговує збудоване в 2004–2005 роках (переведене з вулиці Антоновича на Борщагівку) Трамвайне депо імені Шевченка (проспект Академіка Корольова, 7).

### Колійне господарство
Трамвайна лінія двоколійна по всій довжині з розвитком на кінцевих зупинках.
Швидкісна ділянка лінії довжиною 9,5 кілометрів має конструкцію з рейок Р65 на залізобетонних шпалах та щебеневому баласті окрім ділянок на шляхопроводах, де влаштовано блочну або плитну конструкцію. Радіуси кривих не менше 400 м, окрім кінцевої.
Ділянка звичайного режиму руху від "Площі Перемоги" до "Старовокзальної" має блочну конструкцію з безшийковими рейками.
Ділянка звичайного режиму руху від "Гната Юри" до "Михайлівської Борщагівки" від початку мала конструкцію з рейок Р65 на дерев'яних шпалах та щебеневому баласті. З 2016 року ділянка реконструюється з заміною рейок, баласту та шпал на залізобетоні.

### Енергозабезпечення та автоматизація
Електрозабезпечення станцій забезпечується напругою 380 В змінного струму від міських електромереж.
Електрозабезпечення трамвайної лінії забезпечується напругою 600 В постійного струму від 8 тягових підстанцій.
Вхідні стрілочні переводи, що задіяні в маршрутному русі, мають електропривід, який керується водіями з кабіни трамваю через повітряні контакти на контактній мережі.
До реконструкції 2007 - 2011 років працювала система сигналізації руху трамваїв, але під час реконструкції стара система була демонтована, а нова - не добудована.

## Рухомий склад

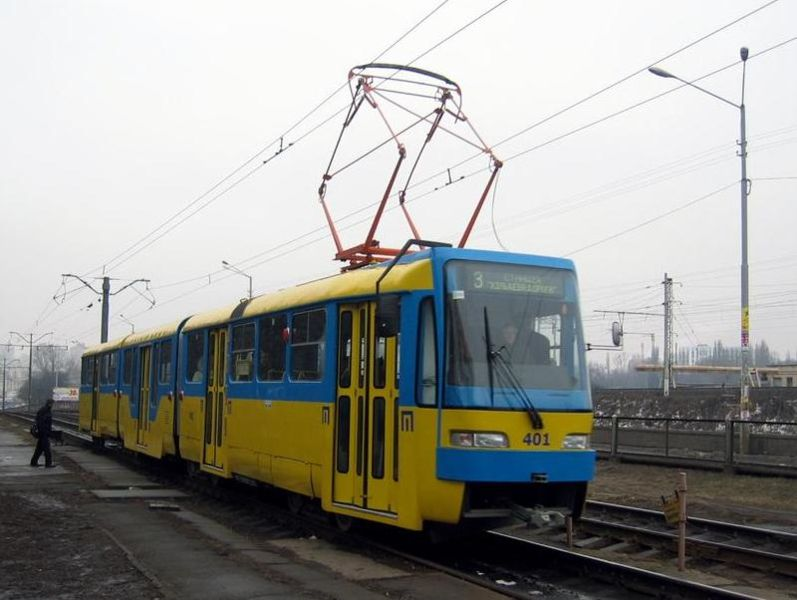
Трамвай Tatra KT3UA на правобережній лінії швидкісного трамвая

На правобережній лінії швидкісного трамвая експлуатується 75 вагонів станом на 2020 рік:
- Tatra KT3UA (7 вагонів) — з 2007 року; (частина вагонів передані у Дарницьке трамвайне депо)
- К1 (5 вагонів)  — з 2010 року;
- К1М8 (3 вагони) — з 2010 року;
- K3R-NNP «Каштан» (1 вагон) — з 2013 року;
- Електрон T5B64 (10 вагонів) — з 2016 року;
- PESA Fokstrot 71-414К (49 вагонів) — з 2016 року.

Раніше використовувались вагони Tatra T3G (1984–1997 роки), Tatra T3, Tatra T6B5SU та 71-154М-К.

## Перспективи
В ЗМІ неодноразово повідомлялося про можливість відновлення трамвайної лінії по вулиці Саксаганського і, відповідно, продовження Борщагівського трамваю до Палацу спорту, проте станом на вересень 2019 року ці плани не реалізуються. 12 березня 2020 року міський голова підписав розпорядження щодо будівництва лінії.